# Claude Angelo
Claude Angelo (ur. 11 listopada 1894 w Collingwood w Melbourne, zm. 6 sierpnia 1981 w Macclesfield) – australijski zapaśnik walczący w stylu wolnym. Olimpijczyk z Paryża 1924, gdzie zajął szóste miejsce w wadze piórkowej.

## Letnie Igrzyska Olimpijskie 1924
| Konkurencja      | Rundy eliminacyjne   | Rundy eliminacyjne     | Klas. końcowa |
| Konkurencja      | 1/8                  | 1/4                    | Miejsce       |
| ---------------- | -------------------- | ---------------------- | ------------- |
| 61 kg styl wolny | George Stott (GBR) Z | Cliff Chilcott (CAN) P | 6.            |